# Nguyễn Phúc Gia Trinh
Nguyễn Phúc Gia Trinh (chữ Hán: 阮福嘉貞; 25 tháng 9 năm 1823 – 19 tháng 9 năm 1885), phong hiệu Mậu Hòa Công chúa (懋和公主), là một công chúa con vua Minh Mạng nhà Nguyễn trong lịch sử Việt Nam.

## Tiểu sử
Hoàng nữ Gia Trinh sinh ngày 21 tháng 8 (âm lịch) năm Quý Mùi (1823), là con gái thứ 15 của vua Minh Mạng, mẹ là Bát giai Mỹ nhân Đoàn Thị Thụy. Công chúa là người con duy nhất của bà Mỹ nhân.
Năm Thiệu Trị thứ 5 (1845), công chúa Gia Trinh lấy chồng là Phò mã Đô úy Trần Văn Đức, tập phong Bình Khánh nam, con trai của Tiền phong doanh Thống chế Bình Khánh tử Trần Văn Trí. Cả hai có với nhau năm con trai và ba con gái.
Năm Tự Đức thứ 22 (1869), bà Gia Trinh được sách phong làm Mậu Hòa Công chúa (懋和公主). Năm Tự Đức thứ 31 (1878), phò mã Đức mất.
Ngày 11 tháng 8 (âm lịch) năm Hàm Nghi thứ nhất, Ất Dậu (1885), công chúa Gia Trinh mất, thọ 63 tuổi, thụy là Mỹ Thục (美淑). Mộ của bà được táng tại Dương Xuân (thuộc Hương Thủy, Thừa Thiên - Huế).